# Condado de Clermont
O Condado de Clermont é um dos 88 condados do estado americano de Ohio. A sede do condado é Batavia, e sua maior cidade é Batavia. O condado possui uma área de 1 185 km² (dos quais 15 km² estão cobertos por água), uma população de 177 977 habitantes, e uma densidade populacional de 152 hab/km² (segundo o censo nacional de 2000). O condado foi fundado em 1800.